# Iluminat cu senzor de mișcare
Senzorii de mișcare pot fi utilizați pentru iluminatul interior și exterior. În funcție de spațiul iluminat cu senzori de mișcare, se folosesc senzori de mișcare cu infraroșu pasiv sau senzori de mișcare radar.

## Iluminatul exterior cu senzori de mișcare
Iluminatul exterior cu senzori de mișcare este mai mult decât un simplu iluminat, este chiar un sistem de securitate al casei.
Pentru iluminatul zonele exterioare se utilizează senzori de mișcare cu infraroșu pasiv deoarece, acești senzori de mișcare au o sensibilitate mai mică, evitându-se astfel alarmele false. Prin sensibilitate mai mică se întelege că pentru animale sub 45 kg nu se va aprinde lumina.
Senzorii de mișcare cu infraroșu pentru exterior se utilizează pentru iluminatul căilor de acces, grădinilor, teraselor, garajelor.

## Iluminatul interior cu senzori de mișcare
Senzorii de mișcare pentru iluminatul interior sunt senzori radar / senzori de înaltă frecvență. Acet tip de senzor are o sensibilitate mai mare, permite setarea timpului de aprindere, gradul și modul de iluminare, setarea crepuscularității, unghiul de detecție, precum și limitarea zonei de detecție sau pivotarea detectorului de mișcare.
Iluminatul interior cu senzori de mișcare de înaltă frecvență / radar se utilizează pentru spațiile interioare mai puțin circulate cum ar fi: hol, baie, cameră de serviciu, bucătarie, birou etc.